# Lista de prêmios e indicações recebidos por 2PM
Esta é uma lista de prêmios recebidos por 2PM, uma boyband sul-coreana. Seu grande prêmio inclui o prêmio de "Artista do Ano" no MAMA de 2009.

## Coreano

### Cyworld Digital Music Awards
| Ano  | Nomeado      | Prêmio                         | Resultado |
| ---- | ------------ | ------------------------------ | --------- |
| 2008 | 10 Out of 10 | Rookie of the Month (Setembro) | Venceu    |
| 2010 | Heartbeat    | Bonsang Award                  | Venceu    |

### Asia Song Festival
| Ano  | Nomeado | Prêmio                 | Resultado |
| ---- | ------- | ---------------------- | --------- |
| 2008 | 2PM     | Asian Newcomer's Award | Venceu    |

### Golden Disc Awards
| Ano  | Nomeado                  | Prêmio                        | Resultado |
| ---- | ------------------------ | ----------------------------- | --------- |
| 2009 | 1st Album: 01:59PM       | Disk Bonsang Award            | Venceu    |
| 2009 | 2:00PM Time for Change]] | Digital Bonsang Award         | Indicado  |
| 2009 | 2PM                      | Samsung YEPP Popularity Award | Indicado  |
| 2010 | Still 2:00PM             | Digital Bonsang Award         | Indicado  |
| 2010 | Still 2:00PM             | Popularity Award              | Indicado  |
| 2011 | 2nd Album: Hands Up      | Disk Bonsang Award            | Indicado  |
| 2011 | 2nd Album: Hands Up      | Digital Bonsang Award         | Indicado  |
| 2011 | 2nd Album: Hands Up      | Popularity Award              | Indicado  |
| 2013 | 3rd Album: Grown         | Digital Bonsang Award         | Indicado  |
| 2013 | 3rd Album: Grown         | Popularity Award              | Indicado  |
| 2014 | 4th Album: Go Crazy!     | Disk Bonsang Award            | Indicado  |
| 2015 | No.5                     | Disk Bonsang Award            | Indicado  |

### Seoul Music Awards
| Ano  | Nomeado | Prêmio           | Resultado |
| ---- | ------- | ---------------- | --------- |
| 2010 | 2PM     | Popularity Award | Venceu    |
| 2010 | 2PM     | Bonsang Award    | Venceu    |
| 2013 | 2PM     | Bonsang Award    | Indicado  |
| 2013 | 2PM     | Popularity Award | Indicado  |
| 2014 | 2PM     | Bonsang Award    | Indicado  |
| 2014 | 2PM     | Popularity Award | Indicado  |
| 2014 | 2PM     | Hallyu Award     | Indicado  |

### Melon Music Awards
O Melon Music Awards é uma premiação anual que calcula apenas vendas digitais e votos on-line.
| Ano  | Nomeado  | Prêmio           | Resultado |
| ---- | -------- | ---------------- | --------- |
| 2009 | 2PM      | 2009 Top 10      | Venceu    |
| 2010 | 2PM      | 2010 Top 10      | Venceu    |
| 2011 | 2PM      | 2011 Top 10      | Indicado  |
| 2011 | 2PM      | Popularity       | Indicado  |
| 2011 | Hands Up | Song of the Year | Indicado  |
| 2011 | Hands Up | Music Video      | Indicado  |

### Mnet 20's Choice Awards
O Mnet 20's Choice Awards é uma premiação que homenageia os melhores músicos sul-coreanos do verão.
| Ano  | Nomeado     | Prêmio                                         | Resultado |
| ---- | ----------- | ---------------------------------------------- | --------- |
| 2009 | 2PM         | HOT Performance Star                           | Venceu    |
| 2009 | 2PM         | HOT Summer Heat Popularity                     | Venceu    |
| 2010 | 2PM         | Daum’s Search Hot Star Award (Prêmio Especial) | Venceu    |
| 2010 | 2PM         | Most Influential Stars                         | Venceu    |
| 2011 | 2PM         | Hot Performance Star                           | Indicado  |
| 2011 | 2PM         | Hot CF star                                    | Indicado  |
| 2011 | 2PM         | Hot Hallyu star                                | Indicado  |
| 2011 | 2PM         | Hot Balance star                               | Indicado  |
| 2011 | Ok Taecyeon | Best Sixpack                                   | Indicado  |
| 2013 | 2PM         | 20’s Mwave Global Star                         | Indicado  |

### KBS Music Festival
| Ano  | Nomeado       | Prêmio           | Resultado |
| ---- | ------------- | ---------------- | --------- |
| 2009 | Again & Again | Song of the Year | Venceu    |

### Mnet Asian Music Awards
O Mnet Asian Music Awards é realizado anualmente todos os anos para homenagear os melhores músicos da Coreia do Sul.
| Ano  | Nomeado         | Prêmio                          | Resultado |
| ---- | --------------- | ------------------------------- | --------- |
| 2008 | "10 Out of 10"  | Best New Male Artist            | Indicado  |
| 2008 | "10 Out of 10"  | Artist of the Year              | Indicado  |
| 2008 | "10 Out of 10"  | Song of the Year                | Indicado  |
| 2009 | "Again & Again" | Best Male Group                 | Venceu    |
| 2009 | "Again & Again" | Artist of the Year              | Venceu    |
| 2009 | "Again & Again" | Best Dance Performance          | Indicado  |
| 2010 | 2PM             | Best Male Group                 | Venceu    |
| 2010 | 2PM             | The Shilla Duty Free Asian Wave | Venceu    |
| 2010 | 2PM             | Artist of the Year              | Indicado  |
| 2010 | "I'll Be Back"  | Best Dance Performance          | Venceu    |
| 2010 | "I'll Be Back"  | Song of the Year                | Indicado  |
| 2011 | 2PM             | Best Male Group                 | Indicado  |
| 2011 | 2PM             | Artist of the Year              | Indicado  |
| 2011 | 2PM             | Singapore's Choice Award        | Indicado  |
| 2014 | Go Crazy!       | Best Music Video                | Venceu    |
| 2014 | Go Crazy!       | Artist of the Year              | Indicado  |

### Korean Culture & Entertainment Awards
| Ano  | Nomeado | Prêmio | Resultado |
| ---- | ------- | ------ | --------- |
| 2013 | 2PM     | N/D    | Indicado  |

### Asia Model Festival Awards
| Ano  | Nomeado | Prêmio               | Resultado |
| ---- | ------- | -------------------- | --------- |
| 2010 | 2PM     | Popular Artist Award | Venceu    |

### MTV Asia Awards
| Ano  | Nomeado | Prêmio                | Resultado |
| ---- | ------- | --------------------- | --------- |
| 2010 | 2PM     | Best Popularity Award | Venceu    |

### Style Icon Awards
| Ano  | Nomeado | Prêmio            | Resultado |
| ---- | ------- | ----------------- | --------- |
| 2010 | 2PM     | Male Singer Award | Venceu    |

### Nickelodeon Korea Kids' Choice Awards
| Ano  | Nomeado | Prêmio               | Resultado |
| ---- | ------- | -------------------- | --------- |
| 2011 | 2PM     | Favorite Male Singer | Venceu    |

### MBC Entertainment Awards
| Ano  | Nomeado | Prêmio           | Resultado |
| ---- | ------- | ---------------- | --------- |
| 2013 | 2PM     | Popularity Award | Venceu    |

### SBS MTV Best of Best
| Ano  | Nomeado | Prêmio                 | Resultado |
| ---- | ------- | ---------------------- | --------- |
| 2011 | 2PM     | Best Male Group        | Indicado  |
| 2011 | 2PM     | Best Rival             | Indicado  |
| 2014 | 2PM     | Best Dance Music Video | Indicado  |

### SBS Music Festival
| Ano  | Nomeado | Prêmio            | Resultado |
| ---- | ------- | ----------------- | --------- |
| 2014 | 2PM     | Global Star Award | Venceu    |

## Chinês

### MTV China
| Ano  | Nomeado | Prêmio                          | Resultado |
| ---- | ------- | ------------------------------- | --------- |
| 2010 | 2PM     | Most Popular Asian Singer Award | Venceu    |

### Global Chinese Music Awards
| Ano  | Nomeado | Prêmio                 | Resultado |
| ---- | ------- | ---------------------- | --------- |
| 2015 | 2PM     | The most popular Group | Indicado  |

### 2016 KU Music Asian Awards
| Ano  | Nomeado | Prêmio                   | Resultado |
| ---- | ------- | ------------------------ | --------- |
| 2016 | 2PM     | Asian Most Popular Group | Venceu    |

## Japonês

### Japan Gold Disc Award
| Ano  | Nomeado    | Prêmio                        | Resultado |
| ---- | ---------- | ----------------------------- | --------- |
| 2012 | 2PM        | The Best 3 New Artists (Ásia) | Venceu    |
| 2012 | 2PM        | New Artist of the Year (ásia) | Venceu    |
| 2016 | 2PM of 2PM | Best Album of the Year (Ásia) | Venceu    |

### Billboard JAPAN Music Awards
| Ano  | Nomeado | Prêmio                     | Resultado |
| ---- | ------- | -------------------------- | --------- |
| 2013 | 2PM     | Excellent Pop Artist Award | Indicado  |

### MTV Video Music Awards Japan
| Ano  | Nomeado | Prêmio                 | Resultado |
| ---- | ------- | ---------------------- | --------- |
| 2012 | 2PM     | Best Group Video       | Venceu    |
| 2013 | 2PM     | Best Album of the Year | Venceu    |

## Prêmios internacionais

### World Music Awards
| Ano  | Nomeado | Prêmio                     | Resultado |
| ---- | ------- | -------------------------- | --------- |
| 2013 | 2PM     | Best Group                 | Indicado  |
| 2014 | 2PM     | Best Group                 | Indicado  |
| 2014 | 2PM     | Best Live Act              | Indicado  |
| 2014 | 2PM     | Best Album(Genesis do 2PM) | Indicado  |

### TVCF Awards
| Ano  | Nomeado  | Prêmio               | Resultado |
| ---- | -------- | -------------------- | --------- |
| 2011 | 2PM      | CF Model of the Year | Indicado  |
| 2011 | Nichkhun | CF Model of the Year | Indicado  |
| 2012 | 2PM      | CF Model of the Year | Indicado  |
| 2012 | Nichkhun | CF Model of the Year | Indicado  |

### MTV Italy Awards
| Ano  | Nomeado | Prêmio                     | Resultado |
| ---- | ------- | -------------------------- | --------- |
| 2014 | 2PM     | Best Artist from the World | Indicado  |

### Thailand Pop Music Award
| Ano  | Nomeado | Prêmio | Resultado |
| ---- | ------- | ------ | --------- |
| 2009 | 2PM     | N/A    | Venceu    |

### Gaon Weibo Chart Awards
| Ano  | Nomeado             | Prêmio            | Resultado |
| ---- | ------------------- | ----------------- | --------- |
| 2014 | 2PM                 | K-POP Group Award | Indicado  |
| 2014 | Nichkhun & Chansung | Social Star Award | Indicado  |

## Programas de música
Esta é uma coleção de vitórias do 2PM nos programas de música da Coreia. Inkigayo é exibido pela SBS, o M Countdown no canal a cabo coreano Mnet, o Music Bank na KBS e o The Show na SBS MTV.

### Music Bank
| Ano  | Data           | Canção                             |
| ---- | -------------- | ---------------------------------- |
| 2009 | 12 de Junho    | "Again & Again"                    |
| 2009 | 3 de Julho     | "I Hate You"                       |
| 2009 | 27 de Novembro | "Heartbeat"                        |
| 2009 | 4 de Dezembro  | "Heartbeat"                        |
| 2009 | 11 de Dezembro | "Heartbeat"                        |
| 2009 | 18 de Dezembro | "Heartbeat"                        |
| 2010 | 7 de Maio      | "Without U"                        |
| 2010 | 14 de Maio     | "Without U"                        |
| 2010 | 22 de Outubro  | "I'll Be Back"                     |
| 2010 | 29 de Outubro  | "I'll Be Back"                     |
| 2011 | 1 de Julho     | "Hands Up"                         |
| 2011 | 8 de Julho     | "Hands Up"                         |
| 2011 | 15 de Julho    | "Hands Up"                         |
| 2011 | 22 de Julho    | "Hands Up"                         |
| 2013 | 24 de Maio     | "Comeback When You Hear This Song" |

### Inkigayo
| Ano  | Data           | Canção          |
| ---- | -------------- | --------------- |
| 2009 | 10 de Maio     | "Again & Again" |
| 2009 | 16 de Maio     | "Again & Again" |
| 2009 | 24 de Maio     | "Again & Again" |
| 2009 | 29 de Novembro | "Heartbeat"     |
| 2009 | 6 de Dezembro  | "Heartbeat"     |
| 2009 | 13 de Dezembro | "Heartbeat"     |
| 2010 | 16 de Maio     | "Without U"     |
| 2010 | 23 de Maio     | "Without U"     |
| 2010 | 24 de Outubro  | "I'll Be Back"  |
| 2011 | 3 de Julho     | "Hands Up"      |
| 2011 | 10 de Julho    | "Hands Up"      |

### M Countdown
| Ano  | Data          | Canção          |
| ---- | ------------- | --------------- |
| 2009 | 7 de Maio     | "Again & Again" |
| 2009 | 14 de Maio    | "Again & Again" |
| 2009 | 21 de Maio    | "Again & Again" |
| 2009 | 28 de Maio    | "Again & Again" |
| 2009 | 2 de Julho    | "I Hate You"    |
| 2009 | 9 de Julho    | "I Hate You"    |
| 2009 | 16 de Julho   | "I Hate You"    |
| 2009 | 30 de Julho   | "I Hate You"    |
| 2010 | 29 de Abril   | "Without U"     |
| 2010 | 6 de Maio     | "Without U"     |
| 2010 | 13 de Maio    | "Without U"     |
| 2010 | 28 de Outubro | "I'll Be Back"  |
| 2010 | 4 de Novembro | "I'll Be Back"  |
| 2011 | 7 de Julho    | "Hands Up"      |

### The Show
| Ano  | Data        | Canção     |
| ---- | ----------- | ---------- |
| 2015 | 23 de Junho | "My House" |